# Union orthodoxe
L'Union orthodoxe (en anglais : Orthodox Union), plus connue pour son sigle de certification de la cacheroute OU est une des plus anciennes organisations juives orthodoxes des États-Unis. Son symbole de référence ou hekhsher, le U cerclé Ⓤ, peut être trouvé apposé sur des milliers d'articles distribués dans les centres commerciaux américains. L'Union orthodoxe représente plus de 1 000 synagogues de tailles différentes.

## Histoire

### Création
L'Union orthodoxe a été créée en 1898 par le rabbin d'origine sépharade Henry Pereira Mendes, né à Birmingham en 1852 et établi comme rabbin de la congrégation Shearith Israel à New-York en 1877. Les fondateurs étaient les mêmes que ceux du  JTS (le séminaire théologique juif des États-Unis), qui était à l'origine une institution orthodoxe lancée pour faire face au mouvement réformé. Les premières dissensions entre OU et JTS sont apparues en 1902, après l'arrivée de Solomon Schechter, dont on considère qu'il est l'initiateur du mouvement conservative. 100 jours après l'arrivée de Schechter, les fondateurs et les principaux supports du JTS firent sécession, pour fonder Hagoudath HaRabonim (Union of Orthodox Rabbis). Sans leur support, Schechter décida de s'éloigner de la congrégation orthodoxe et créa le mouvement Conservative.

### Développement
L'Union orthodoxe a mis quelque temps à s'imposer dans le paysage orthodoxe américain. Dans les premiers temps, le mouvement était considéré comme trop moderne. En 1919, lors de sa première convention, le mouvement rassembla près de 150 communautés avec 50 000 membres. Le mouvement OU est devenu plus actif lorsque le rabbin Dr Herbert S. Goldstein, chef spirituel de la West Side Institutional Synagogue de Manhattan en prit la présidence. C'est sous son mandat que le OU et son conseil rabbinique fondèrent le Synagogue Council of America, avec les représentants des autres mouvements.
Le mouvement OU a joué un rôle actif en défendant le point de vue des communautés orthodoxes, notamment pour défendre la semaine de cinq jours de travail ou l'abattage rituel. Il s'est également impliqué pour répondre aux besoins des soldats américains de confession juive, ou l'aide aux coreligionnaires en Europe.
En 1920, l'Union orthodoxe a lancé sa propre activité de surveillance de la cacheroute, en établissant le concept de supervision de la cacheroute financé par la communauté, et non à but lucratif. En 1923, les haricots de la société H. J. Heinz devinrent les premiers produits cachers supervisés par OU. Lr programme de cacheroute du OU a été largement influencé par Abraham Goldstein, un chimiste qui a utilisé sa connaissance pour déterminer la cacheroute de plusieurs produits. En 1935, Goldstein quitta le OU pour quitter son propre label, Organized Kashruth Laboratories aussi connu comme OK). Le succès du label OU doit aussi à la réputation de son administrateur le rabbin Alexander S. Rosenberg, qui ont permis la certification de plusieurs milliers de produits à partir des années 1950.

## Activités

### Certification
La division cacheroute de l'Union Orthodoxe, dirigée par Menachem Genack, et la plus grande organisation mondiale de certification de la cacheroute alimentaire. En 2017, elle supervisait plus de 800 000 produits, produits dans 8 500 usines dans plus de 100 pays, dont 200 000 sont disponibles sur le marché américain. Elle emploie près de 900 représentants rabbiniques (machguihim, et 50 coordinateurs, qui servent de représentants auprès d'entreprises certifiées OU. Ils sont aidés de centaines de chimistes et spécialistes de l'alimentation. Le processus de supervision nécessite d'envoyer un mashguiah qui assure que la production respecte la halakha, tant du point de vue des ingrédients que de la fabrication.

### Affiliation de synagogues
Plus de 1 000 synagogues sont affiliées au mouvement de l'Union orthodoxe. Toutes ces synagogues sont d'obédiences orthodoxes.

### NCSY
Le NCSY (National Conference of Synagogue Youth) a été créé en 1950.

### Orthodox Union Advocacy Center
L'Orthodox Union Advocacy Center est l'organisation de lobbying de l'Union orthodoxe aux États-Unis.

## Liens
- (en) Site officiel
- Notice dans un dictionnaire ou une encyclopédie généraliste :   - Britannica
- Notices d'autorité :   - VIAF
  - ISNI
  - LCCN
  - Israël
  - Tchéquie
  - WorldCat

1. ↑  https://oukosher.org/blog/corporate/ou-facts/